# L'Étang - Les Sablons (tramway d'Île-de-France)
Ne doit pas être confondu avec Gare de L'Étang-la-Ville.
L'Étang - Les Sablons est une gare ferroviaire française de la ligne de la grande ceinture de Paris, située à L'Étang-la-Ville, dans le département des Yvelines, en région Île-de-France.
Elle est mise en service le 6 juillet 2022 par la Société nationale des chemins de fer français (SNCF).
C'est une halte voyageurs (dite station), qui est desservie par des tram-trains de la ligne 13 du tramway d'Île-de-France.

## Situation ferroviaire
Établie à environ 113 mètres d'altitude, la gare de « L'Étang - Les Sablons » est située sur la ligne de la grande ceinture de Paris (devenue, après adaptation, la ligne 13 du tramway d'Île-de-France sur ce tronçon), entre les gares de Saint-Nom-la-Bretèche - Forêt de Marly et de Mareil-Marly.

## Histoire
La gare est mise en service à partir du 6 juillet 2022.

## Service des voyageurs

### Accueil
Halte ou station SNCF, c'est un point d'arrêt non géré (PANG) à accès libre. Elle dispose de deux quais. Elle est équipée d'abris sur chacun des quais et d'automates pour l'achat et le compostage de titres de transport. C'est une station qui est accessible « en toute autonomie » par les personnes en fauteuil roulant.

### Desserte
La station de L'Étang - Les Sablons est desservie par des tram-trains de la relation Saint-Cyr - Saint-Germain-en-Laye (ligne T13).

### Intermodalité
La gare est desservie par la ligne 12 du réseau de bus de Saint-Germain Boucles de Seine.
La gare est également en correspondance à distance avec la gare de l'Étang-la-Ville de la ligne L du Transilien.